# Palazzo Leoni
Il palazzo Leoni è un palazzo in stile rinascimentale situato in via Marsala, nel centro storico di Bologna, in Emilia-Romagna. 
Costruito nella seconda metà del Cinquecento secondo il gusto del Terribilia, l'edificio era decorato da affreschi, poi distrutti, di Nicolò dell'Abate. Si conservano invece i fregi dipinti nelle sale del piano nobile di suoi seguaci anonimi, con le storie di Didone e della Guerra di Troia.
Appartenuto alla famiglia Leoni dal 1519 fino agli inizi del XIX secolo, il palazzo è stato nel tempo un polo importante della vita culturale cittadina.
Dal 1876 è di proprietà del Reale Collegio di Spagna. Dal 2011, nelle sue sale affrescate, ha sede la Mediateca "Giuseppe Guglielmi" della Regione Emilia-Romagna.

## Storia

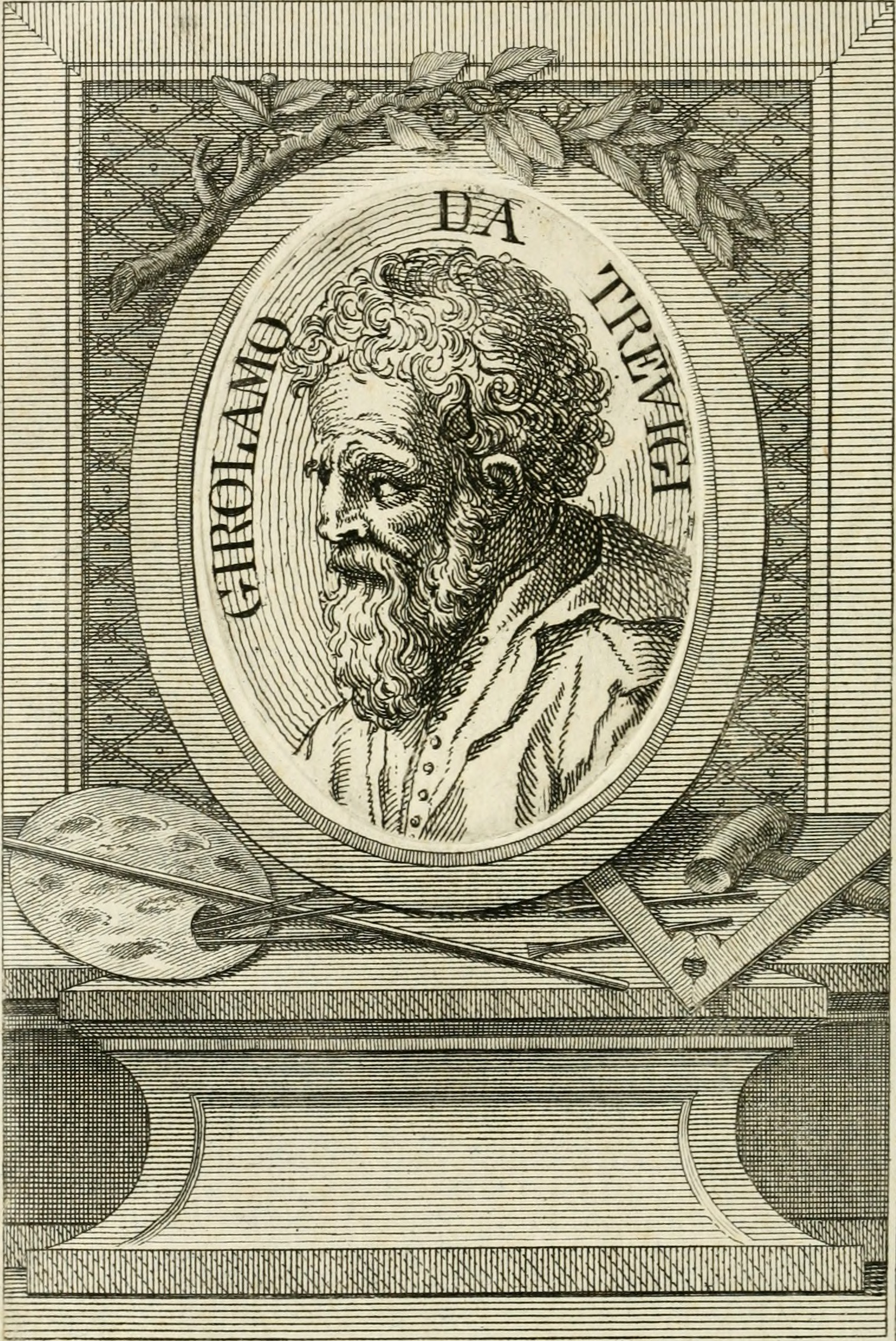
Girolamo da Treviso.

La storia dell'edificio ebbe inizio con un cantiere affidato da Ludovico Leoni Nordoli a Girolamo da Treviso nel 1519, una data coerente con la tradizionalità del portico e le finestre che richiamano gli oculi delle case degli inizi del secolo. 
Nel 1549 Vincenzo Leoni acquistò caseggiati in vicolo Luretta e avviò altri lavori. È possibile che i progetti toccassero ad Antonio Morandi detto il Terribilia, al cui stile rimanda il prospetto simile a quelli dei palazzi Orsi e Bonasoni. A Francesco Morandi, della famiglia dell'architetto, sarebbero spettati invece i lavori di "abbellimento" documentati nel 1569 e nel 1583.
Compiuto l'appartamento nobile, alla metà del secolo presero avvio i cantieri figurativi: la Natività affrescata sotto il portico da Nicolò dell'Abate (opera perduta, 1552 ca.), documentata dalle incisioni del Mitelli e di Gaetano Gandolfi (1768), ed i fregi degli ambienti di rappresentanza. Ultimati nel 1555, come attesta l'iscrizione sul bordo di un riquadro, i dipinti murali raffigurano episodi dell'Eneide di Virgilio: nel salone, in diciotto riquadri, scorrono le vicende della Guerre di Troia (Libro II) mentre nell'antisala, suddivisa in dodici scene, è narrata la storia di Didone ed Enea (libro IV).
Un volume disegnato da Achille Frulli e riprodotto in litografia da Angiolini (1851) ci permette di ricostruire il ciclo nella sua integrità, ad eccezione di due scomparti perduti prima della traduzione incisoria.
Nel 1709, con l'estinzione in linea maschile della famiglia, il palazzo passò al conte Pier Paolo Malvezzi Locatelli, che nel 1706 aveva sposato Maria Caterina Leoni. Dal matrimonio nacque il cardinal Vincenzo Malvezzi Locatelli, che fu presidente dell'Accademia Filarmonica.
Nella seconda metà del Settecento, nel salone venne allestito il teatro dell'Accademia dei Ravvivati, fondata da Francesco Albergati Capacelli, una struttura effimera che rovinò, con il fumo delle candele, gli affreschi poi restaurati nel 2008.
Nel XIX secolo il pittore Giuseppe Sedazzi subentrò alla proprietà del palazzo che diventò in seguito la sede della Corte d'assise, prima di passare alla famiglia Marchesini e quindi al Collegio di Spagna, proprietario dell'edificio dal 1876.

## Gli affreschi
Il committente dei cicli pittorici fu Vincenzo Leoni, presidente dell'Accademia degli Ardenti dal 1555: si tratta forse di Vincenzo detto Camillo, il fratello di Girolamo, o di suo nipote Vincenzo (1523-1600), il promotore degli "abbellimenti" già ricordati: una personalità di umanista documentata. È interessante osservare come l'appartenenza accademica caratterizzasse tutta la discendenza Leoni: da Girolamo junior, figlio di Vincenzo, che ospitò il giovane Guido Cagnacci nel palazzo di via San Martino nel secondo decennio del Seicento, fino a tutti gli altri esponenti della dinastia. Questo spiega il carattere intellettuale nonché "libresco", dell'iconografia degli affreschi.

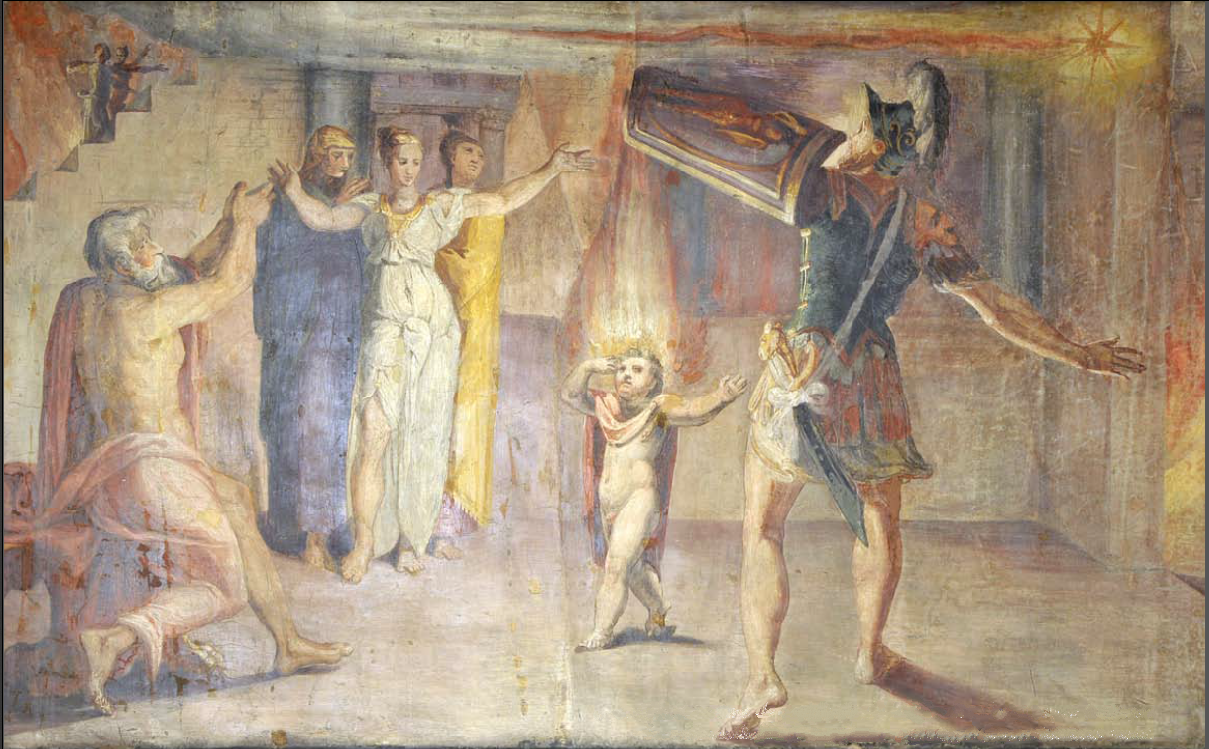
Scuola di Nicolò dell'Abate, Un prodigio convince Anchise a seguire Enea nella fuga da Troia, 1550 ca., Bologna, Palazzo Leoni.

Nel salone, i fatti raccontati nel Libro II del poema si succedono in sedici riquadri (diciotto in origine, più il camino "con Mercurio"), intervallati da putti e leoni già riferiti al Pupini. Da sinistra a destra, come in un libro dipinto, scorrono i seguenti episodi:
- Il colloquio tra Capi e Timete* Sinone è condotto alla presenza di Priamo
- Laocoonte e i suoi figli vengono uccisi dai serpenti marini
- Il cavallo di legno è introdotto a Troia
- L'esercito greco entra dalle porte di Troia
- Enea, visitato in sogno dall'ombra di Ettore, si prepara alla battaglia
- Enea incontra Panto, sacerdote di Apollo
- Corebo indossa l'elmo di Androgeo
- Cassandra trascinata fuori dal tempio di Minerva
- Enea, Ifito e Pelia corrono al palazzo di Priamo
- L'assedio del palazzo di Priamo
- Ecuba conduce Priamo all'ara domestica
- Pirro uccide Polite
- Venere appare ad Enea
- Un prodigio persuade Anchise, padre di Enea, ad abbandonare Troia
- La fuga da Troia

Nell'antisala, le storie del Libro IV sono suddivise in dodici scomparti, alternati a figure femminili introdotte in funzione di "termini":

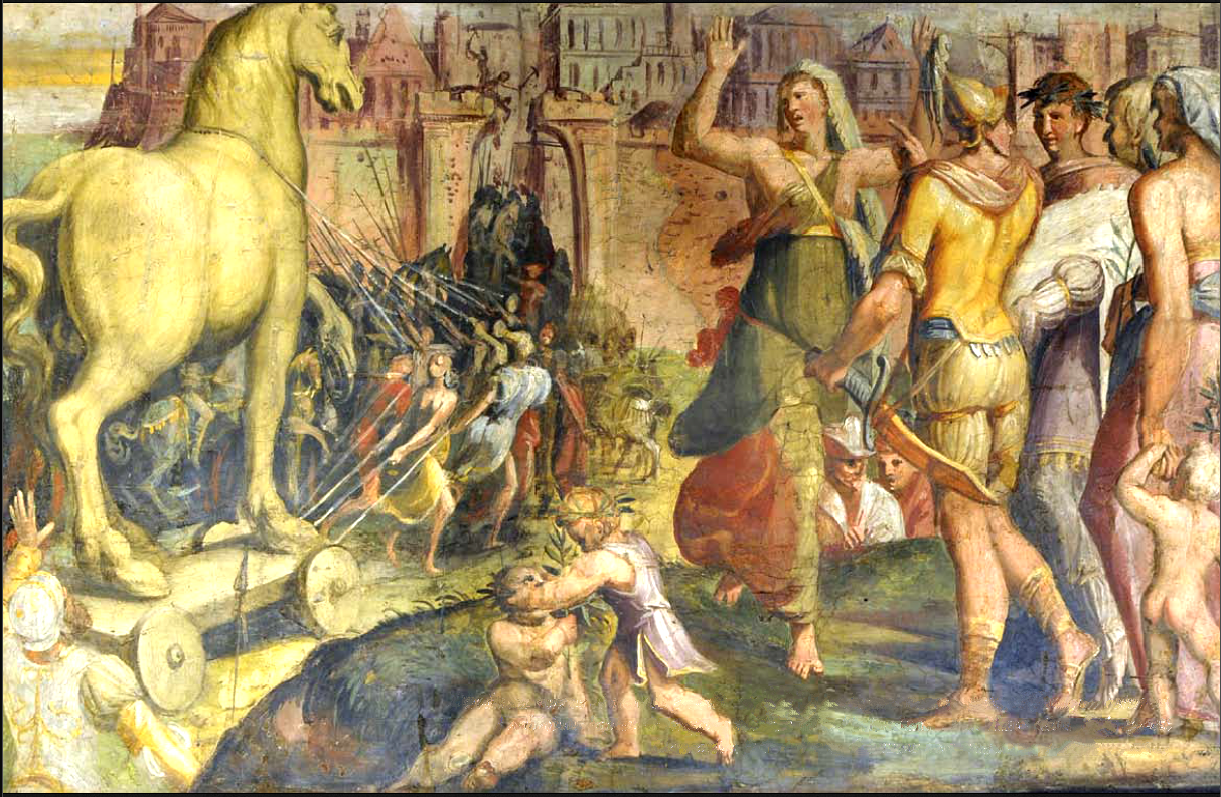
Scuola di Nicolò dell'Abate, Il Cavallo di Troia, 1550 ca., Bologna, Palazzo Leoni. Al centro Cassandra che alza le braccia al cielo

- Didone che si confida con la sorella Anna (opera perduta)
- Didone che sacrifica agli dei (opera parzialmente perduta)
- Didone mostra la città ad Enea
- Il colloquio di Venere e Giunone
- La caccia
- Didone ed Enea nella grotta
- La fama divulga la notizia dell'unione tra Enea e Didone e raggiunge il re dei Getuli Giarba
- Mercurio comanda ad Enea di partire
- Enea ordina ai compagni di preparare la fuga
- I preparativi per la partenza
- Anna supplica Enea di rimandare la partenza
- Mercurio appare in sogno ad Enea

Il ciclo si presenta come la traduzione pittorica più fedele del testo virgiliano. 
In questa caratteristica consiste l'aspetto più interessante dei fregi Leoni, che propongono in scala monumentale la sequenza narrativa proposta, a quelle date, dal libro illustrato.
Gli affreschi furono attribuiti a Nicolò dell'Abate. Reduce da palazzo Poggi, l'artista aveva messo mano, con buona probabilità, ad alcune scene meditate con cartoni preparatori. Partito nel 1552 per Fontainebleau, dell'Abate lasciò sul cantiere Lorenzo Sabatini, coadiuvato da alcuni collaboratori. A Mario, figlio di Lorenzo, è da attribuire invece il ciclo decorativo di ispirazione emblematica che corre sotto i fregi. Ispirato alla filosofia ermetica irradiata dal palazzo di Achille Bocchi, i medaglioni riproducono in chiave neoplatonica le incisioni dei Hieroglyphica di Pierio Valeriano, noti come Orapollo. Questo tipo di decorazione, funzionale agli ambienti di studio e presente nella biblioteca di San Giovanni Evangelista a Parma, fa pensare che in questo vasto ambiente si studiasse, e che qui fosse sistemata la biblioteca Leoni, elencata nell'archivio della famiglia.

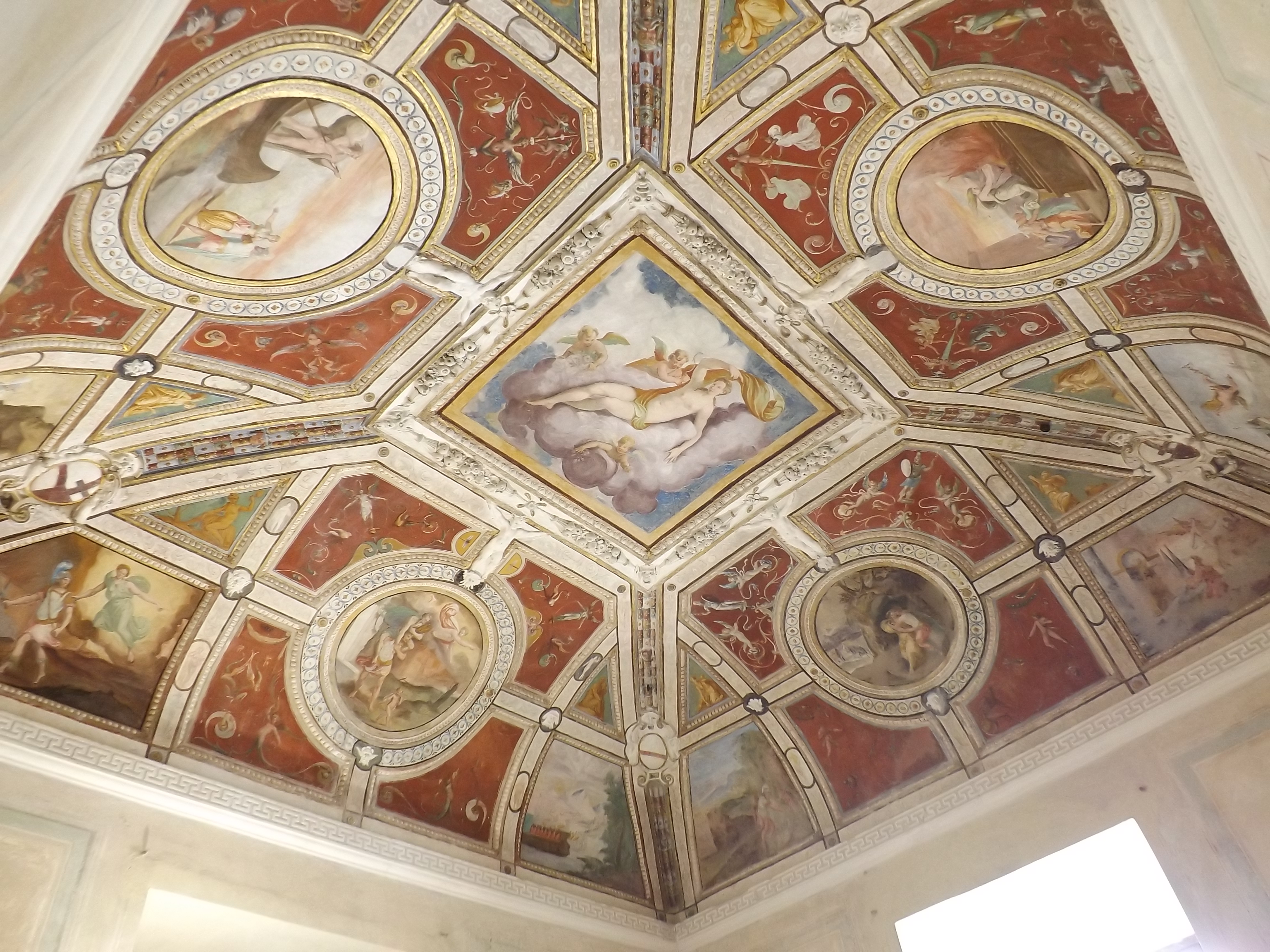
Dettaglio del soffitto della Sala dell'Eneide della Rocca Sanvitale di Sala Baganza, affrescata da Ercole Procaccini.

Il debito dei fregi virgiliani verso l'editoria è forte. Affiora, nelle scene, il ricordo delle illustrazioni: l'edizione giolitina dell'Orlando Furioso del 1542, cui si ispira il quinto scomparto del salone, il capolavoro del ciclo che può essere assegnato a dell'Abate o a suo fratello Pier Paolo (L'esercito greco entra dalle porte di Troia), e l'Eneide francese del 1552 (L'ingresso del cavallo), edita a Lione con tavole riferite al Salomon ma da ripensare, invece, come opere di Nicolò, che partì per la Francia con i cartoni preparatori di palazzo Leoni sotto il braccio, tradotti poi nell'incisione.
Un'Eneide "libresca", quindi, in contrapposizione alla verità degli affetti espressa dalle Storie di Enea in palazzo Fava.
Nell'antisala si scorgono, invece, citazioni dal "Camerino dell'Eneide" affrescato da Ercole Procaccini nella Rocca Sanvitale di Sala Baganza (1556), ripetute, nel palazzo di via Marsala, da Orazio Samacchini. In alcuni riquadri sembra possibile riconoscere, invece, la mano di Giulio Bonasone: nel Colloquio di Venere e Giunone, nella scena con Mercurio che comanda ad Enea di partire ed in quella con re Giarba, ispirata alla tavola XLVIII delle Symbolicae Quaestiones del Bocchi (1555).

## La Mediateca "Giuseppe Guglielmi"

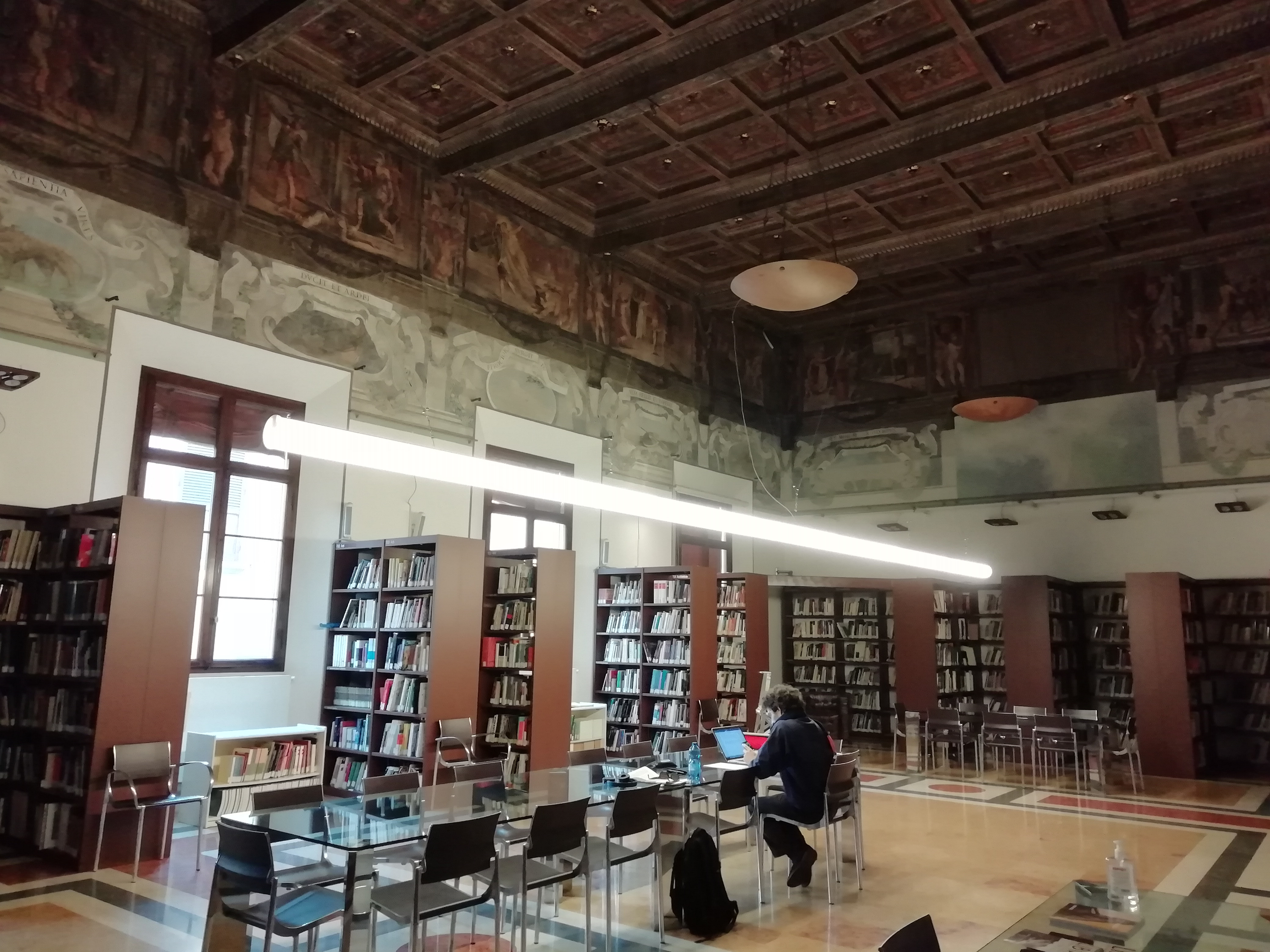
La mediateca

Installata a Palazzo Leoni dal 2011 e intitolata al primo direttore dell'Istituto per i beni culturali della Regione Emilia-Romagna, Giuseppe Guglielmi, la mediateca raccoglie circa 40.000 volumi di rilievo nazionale sulle tematiche legate ai beni culturali, documentando in particolare l’arte, la storia, i beni e le attività culturali del territorio emiliano-romagnolo.
La mediateca ha il mandato di raccogliere, conservare, riprodurre e mettere a disposizione del pubblico la documentazione scritta, iconografica, cartografica, audiovisiva e multimediale, favorendo, valorizzando e promuovendo altresì la consultazione delle banche dati relative al patrimonio culturale.
Specializzata sui beni artistici, culturali e naturali, con riferimento diretto ma non esclusivo al territorio dell'Emilia-Romagna, la raccolta conservata dalla mediateca Guglielmi copre numerose aree di interesse: biblioteconomia, archivistica, arte, museologia, restauro, storia locale, cultura materiale, artigianato artistico, archeologia, urbanistica, studio del territorio, ambiente naturale, metodologie della conservazione e catalogazione dei beni culturali. 
L'accesso ai servizi della biblioteca e della fototeca è libero e gratuito.
Con la chiusura dell'IBC nel 2020, la mediateca è passata sotto il Servizio Patrimonio culturale della Regione, Assessorato alla cultura e paesaggio.